# Otto Gottlieb Mohnike

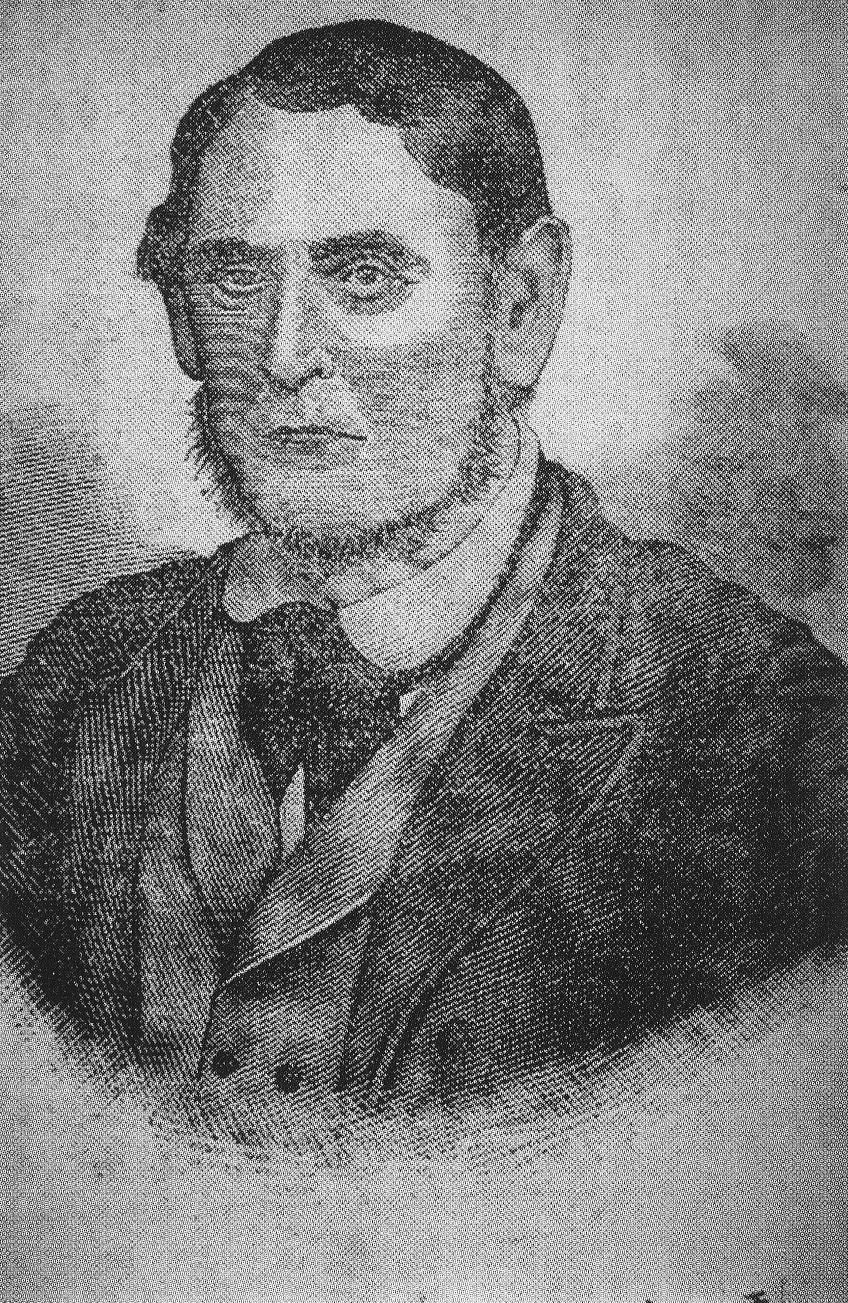
Otto Mohnike, jap. Holzschnitt aus der Meiji-Zeit (Chūgai Iji Shinpō)

Otto Gottlieb Johann Mohnike (* 27. Juli 1814 in Stralsund; † 26. Januar 1887 in Bonn) war ein deutscher Arzt und Naturforscher. Er führte als erster in Japan eine erfolgreiche Impfung mit Kuhpockenviren durch und verhalf dort damit der Vakzination zum Durchbruch.

## Leben
Otto Gottlieb Johann Mohnike war der Sohn des Theologen, Philologen und Übersetzers Gottlieb C. F. Mohnike und dessen Frau Karoline, einer Tochter des Arztes Dr. Johann Philipp von Stucker. Mohnike legte in Greifswald sein Abitur ab und begann 1832 an der Universität Greifswald ein Philologiestudium, wechselte aber bald zur Medizin. Am 4. November 1833 schrieb er sich an der Bonner Rheinischen Friedrich-Wilhelms-Universität ein, wo er sein Medizinstudium fortsetzte. 1835 wurde er Mitglied des Corps Rhenania Bonn. Weitere Studienorte waren Breslau und Berlin, wo er 1837 promoviert wurde.
In Bonn lehrte Ernst Moritz Arndt, ein Freund seines Vaters, was ein Grund für den Wechsel gewesen sein mag. Sein Vater wollte aus politischen Gründen von Stralsund nach Koblenz wechseln, trat die Stelle aber nicht an.
Mohnike kehrte nach dem Studium in seine Vaterstadt Stralsund zurück. Dort praktizierte er als Arzt und widmete sich ab 1841 dem Nachlass seines Vaters. Er veranlasste eine 5. Auflage der Übersetzung der Frithjofssage, übersetzte den Roman „Vathek“  von William Beckford (Druck 1842) und gab 1843 die Lessingiana seines Vaters heraus, bevor er nach Berlin übersiedelte.
Im Jahre 1844 trat er als Gesundheitsoffizier 3. Klasse (officier van gezondheid 3e kl.) in den Dienst der 1830 gegründeten Niederländisch-Indischen Armee ein, die dem Kolonialministerium unterstellt war. Mohnike diente zunächst auf Java (1844–47) und Sumatra (1847–48), bevor er zur niederländischen Faktorei Dejima in Nagasaki entsandt wurde, wo er bis 1851 wirkte. Hier kümmerte er sich um die Gesundheit der wenigen Europäer der Handelsstation, instruierte, wie alle seine Amtsvorgänger, japanische Ärzte und behandelte von Zeit zu Zeit einheimische Patienten.
Wie überall waren auch in Japan die Pocken, die das Land seit dem 8. Jahrhundert etwa alle drei Jahrzehnte heimsuchten, gefürchtet. In Kyushu und den westlichen Regionen von Honshū praktizierte man zwar seit dem 18. Jahrhundert die aus Zentralasien stammende Variolation über die Nasenschleimhaut, doch lag die Mortalitätsrate bei 2 bis 3 Prozent. Im Jahre 1793 demonstrierte der niederländische Faktoreiarzt Ambrosius Ludovicus Bernard Keller die Variolation über die Haut des Oberarms, durch die man die Sterblichkeitsrate auf weniger als 1 Prozent senken konnte. 1812 kehrte Nakagawa Gorōji (1768–1848), der die Vakzination während seiner Haft in Sibirien erlernt hatte, nach Nordjapan zurück. Das von ihm mitgebrachte russische Buch erschien 1820 in japanischer Übersetzung. 1824 führte er in Matsumae Vakzinationen durch, doch gab er sein Wissen nur beschränkt weiter, weshalb ihm letztlich der landesweite Durchbruch versagt blieb. 1823 demonstrierte der Faktoreiarzt Nikolaas Tulling in Nagasaki die Vakzination im Beisein dreier japanischer Ärzte. Im selben Jahre brachte Philipp Franz von Siebold Lymphe aus Batavia nach Nagasaki, die aber nicht richtig anschlug. 1843 impfte der japanische Arzt Koyama Shisei (1807–1862) Kinder mit einer Mischung aus Menschenpocken- und Kuhpockenpusteln. Sein Buch erschien 1847. Das Umfeld zur Verbreitung der Vakzination war damit bestens vorbereitet. Im selben Jahr 1847 ersuchte Narabayashi Sōken, Leibarzt und Dolmetscher des Landesherren der Domäne Saga, Nabeshima Naomasa, den Leiter der Faktorei Dejima um die Lieferung frischen Impfstoffes.
Mohnike brachte diesen im Sommer 1848 aus Batavia mit, doch auch dieses Mal hatte er während des Transports seine Wirksamkeit verloren. 1849 traf neue Lymphe aus Batavia ein, mit der man drei Kinder impfte. Nur bei Narabayashi Kenzaburō, dem dritten Sohn von Narabayashi Sōken, entwickelte sich die für weitere Impfungen nötige Impfpocke. Lymphe aus dieser Pockenpustel wurde zunächst in Nagasaki eingesetzt. In Saga ließ der Landesherr Nabeshima Naomasa seinen Sohn Jun'ichirō impfen, was die Akzeptanz unter der Bevölkerung erheblich förderte. Viele japanische Ärzte waren mit dem Konzept der Schutzimpfung bereits vertraut und eilten, teils auf Anordnung ihrer Landesherren, teils aus eigenem Antrieb, nach Nagasaki, um sich Lymphe zu besorgen. In den folgenden Jahrzehnten kam es zu einer rasanten Verbreitung der Vakzination und der Entwicklung eines institutionellen Rahmens. 1874 erließ die Meiji-Regierung ein Impfgesetz, demzufolge Kinder zwischen dem 70. und 365. Lebenstag erstmals geimpft werden mussten. Auffrischungsimpfungen erfolgten alle sieben Jahre. Dies trug zum starken Anwachsen der Bevölkerung im Japan der Meiji-Zeit bei.
Mohnike brachte auch das erste Stethoskop (Laënnec-Typ) nach Japan, das er dem aus Kumamoto stammenden Arzt Yoshio Keisai überließ. 1850 hatte er Gelegenheit, an der Reise des Faktoreileiters nach Edo teilzunehmen, so dass er auch einige der inneren Regionen des Landes kennenlernte. Der Dienst in Japan endete im Herbst 1851.
Danach war Mohnike als Arzt und Naturforscher auf Borneo (1852–54), Ambon (1854–61) sowie auf Java (1861–69) tätig und stieg in dieser Zeit bis zum leitenden Armee-Chirurgen 1. Klasse auf. Erste Beobachtungen publizierte er in der Geneeskundig tijdschrift voor Nederlandsch-Indie (I/1853, III/1854, VIII/1861). Nach seiner ehrenvollen Entlassung als Generalarzt im Jahre 1869 ließ er sich mit seiner Ehefrau Anna Catharina Miltenberg und den Kindern Isabella Ottilie Elisabeth und Otto Bernhard Ulrich als Allgemeinarzt in Bonn nieder. Drei Jahre später publizierte er eine Beschreibung der Physis sowie der „geistigen Anlagen und des moralischen Charakters“ der Japaner. Es folgten weitere Arbeiten über seine Beobachtungen in Südostasien sowie diverse Artikel im „Globus“ und anderen Zeitschriften.
Mohnike starb 1887 an den Folgen eines Schlaganfalls. Die Grabplatte im Alten Friedhof Bonn (Abt. IV, Nr. 546a) wurde im Sommer 2000 mit Unterstützung der Japanischen Gesellschaft für Medizingeschichte restauriert.

## Schriften
- De instinctu sexuali eiusque natura atque causis (Dissertation, Berolini: Feister, 1837) (Digitalisat)
- Die Japaner – Eine ethnographische Monographie (Aschendorff’sche Buchhandlung, Münster, 1872) Digitalisat
- Banka und Palembang nebst Mittheilungen über Sumatra im Allgemeinen (Aschendorff’sche Buchhandlung, Münster, 1874)
- Über geschwänzte Menschen (Aschendorff’sche Buchhandlung, Münster, 1878)
- Blicke auf das Pflanzen- und Thierleben in den niederländischen Malaienländern (Aschendorff’sche Buchhandlung, Münster, 1883)
- Affe und Urmensch (Aschendorff’sche Buchhandlung, Münster, 1888)
- Übersicht der Cetoniden der Sunda-Inseln und Molukken (Nicolaische Verlags-Buchhandlung: Berlin, 1872) (Digitalisat)
- Volksaberglauben. Legenden und Überlieferungen der Japaner. In: Globus. Illustrierte Zeitschrift für Länder- und Völkerkunde, Bd. 21 (1872), S. 330–332
- Die Chinesen in Californien und in Niederländisch-Indien. In: Globus. Illustrierte Zeitschrift für Länder- und Völkerkunde, Bd. 37 (1880), S. 231–235, 248–251, 266–269, 280–284